# Araneus pegnia
Araneus pegnia (Walckenaer, 1841) è un ragno appartenente alla famiglia Araneidae.

## Distribuzione
La specie è stata rinvenuta in diverse località della regione compresa fra gli USA e l'Ecuador; rinvenuta anche sull'isola di Giamaica.

## Tassonomia
Non sono stati esaminati esemplari di questa specie dal 2003
Attualmente, a dicembre 2013, non sono note sottospecie